# 細川高久
細川 高久（ほそかわ たかひさ）は、室町時代中期の武士。淡路守護・細川氏の一門。足利義晴の御部屋衆。

## 概要
足利義政の時代に淡路守護細川氏一族の名跡を継承し、明応の政変後に足利義澄へ出仕した細川政誠の子息ないしは近親者と考えられている。政誠は元々佐々木源氏系大原氏の出身で、官途を治部少輔、受領は伊豆守を称した。
高久の「高」の字は足利義高（後の義澄）から偏諱を受けたものと考えられている。
永正6年（1509年）2月12日、将軍職に復帰を遂げた足利義稙に帰参した政誠と共に出仕している「彦五郎」（『尚通公記』）が高久である可能性が指摘されている。政誠はその後出家し、義澄が京都を没落した際に供奉した「細川淡路刑部少輔」は高久に比定されている。
享禄4年（1531年）には当時近江国坂本にいた足利義晴の申次を務めていることが確認できる（『宣胤卿記』同年3月21日条）のが確かな初見。天文5年（1536年）に義晴の隠居に伴い内談衆が成立するとその名前を連ね、当初から義晴の父・義澄に近仕した存在であったことが登用の要因とみられている。
なお、子の晴広が大内氏の使者となり、高久の母が天文9年（1540年）に周防国で死去していることから、大永元年（1521年）9月に大内義興の「御同道之衆」としてみえる「細川伊豆守殿」は高久と同一人物である可能性が指摘されている。
大舘常興が残した『大舘常興日記』によれば、天文7年（1538年）9月1日に高久は京都の無量寿院という寺から幕府に持ち込まれた訴えを内談衆たちとともに審議したとあり、同9年（1540年）2月29日には三聖寺という寺から幕府に持ち込まれた寺領に関する訴えについて内談来たちとともに審議し「尤も別儀無く、御下知を成せられて然るべく候」と、三聖寺からの要請どおりに幕府としての正式な下知を下すべきだとの意見を述べたとある。さらに同11年2月18日に内談衆たちが二位法印浄感という僧から幕府に出された訴えを評議した際、高久は内談衆の一人としてこの評議に参加し、「この段、上意御気色次第、尤も別儀無く存じ候」と、この件は将軍の上意通りに措置すべきだとの意見を述べたとある。